# Поляки в Таджикистані
Поляки в Таджикистані — малочисельна етнічна група в Таджикистані, частина польської діаспори в Центральній Азії.

## Історія
Після спільного німецько-радянського вторгнення у Польщу, яким у 1939 році розпочалася Друга світова війна, однією з територій для депортації поляків з окупованих Радянським Союзом східних частин тогочасної Польщі було обрано Таджицьку Радянську Соціалістичну Республіку. У 1939—1941 роках у тодішній Таджикистан вислали від 5 до 12 тисяч поляків, третина з яких померла від пошестей. Багато з них у 1942 році опинилися в Ірані разом із польською Армією Андерса. За радянськими даними, станом на 1943 рік у Таджикистані перебував 2121 польський громадянин. Після війни в 1946—1948 роках з Таджицької РСР до Польщі було репатрійовано понад 4500 поляків. У наступні десятиліття в Таджикистані, згідно з офіційними даними перепису населення, все ще жили кілька сотень поляків.
Через радянські переслідування релігії католицькі богослужіння відбувалися таємно. У 1954—1972 роках підпільні богослужіння для католиків відправляли приїжджі польські священники з Казахстану. 1976 року польський священник Юзеф Свідніцький отримав тимчасовий дозвіл працювати в Душанбе, а наступного року завдяки його зусиллям у Таджикистані зареєстрували першу католицьку парафію, однак у 1982 р. його з Таджикистану було вислано.
Більшість із тих поляків, які все ще проживали в Таджикистані, втекли з країни під час тамтешньої громадянської війни в 1990-х роках. Залишилося зовсім мало, проте в 2010-х там діяла організація поляків «Мазурек».